# 伊姆克耶·克莱费林
伊姆克耶·克莱费林（荷蘭語：Ymkje Clevering，1995年7月17日—），荷兰女子赛艇运动员，2020年夏季奥林匹克运动会女子四人单桨无舵手银牌得主、2024年夏季奥林匹克运动会女子双人单桨无舵手金牌得主。